# William Murray Caldwell
Pour les articles homonymes, voir Caldwell.
William Murray Caldwell (1832-1870) est un homme d'affaires et un homme politique canadien du Nouveau-Brunswick.

## Biographie
William Murray Caldwell est né le 18 mai 1832 à Douglastown, aujourd'hui un quartier de Miramichi, au Nouveau-Brunswick, mais est élevé à Campbellton.
Il s'installe ensuite à Dalhousie et se lance en politique en étant élu député libéral de la circonscription de Restigouche lors d'une élection partielle le 13 mars 1868, à la suite de la démission de son prédécesseur, John McMillan.
Caldwell est mort en fonction le 29 septembre 1870.